# Desaguadero (Bolivia)
Desaguadero es una localidad fronteriza y municipio de Bolivia, ubicado en la provincia de Ingavi del departamento de La Paz. En cuanto a distancia, Desaguadero se encuentra a 120 km de la ciudad de La Paz. La localidad forma parte de la Ruta Nacional 1 de Bolivia. Desaguadero se encuentra situada a 3.827 m s. n. m., entre las cadenas montañosas andinas de la Cordillera Occidental y la Cordillera Oriental. El clima es un clima diurno típico, en el que las diferencias de temperatura a lo largo del día son más pronunciadas que a lo largo del año.
Según el último censo de 2012 realizado por el Instituto Nacional de Estadística de Bolivia (INE), la localidad cuenta con una población de 4.065 habitantes.

## Demografía

### Población
De acuerdo con el censo boliviano de 2024, la población del municipio de Desaguadero es de 7 867 habitantes.
La población del municipio aumentó en más de dos tercios entre 1992 y 2024, mientras que la población de la localidad se ha más que duplicado entre 1992 y 2012:
| Año  | Habitantes (municipio) | Habitantes (localidad) | Fuente                  |
| ---- | ---------------------- | ---------------------- | ----------------------- |
| 1992 | 4337                   | 1586                   | Censo boliviano de 1992 |
| 2001 | 4981                   | 2219                   | Censo boliviano de 2001 |
| 2012 | 6987                   | 4065                   | Censo boliviano de 2012 |
| 2024 | 7867                   |                        | Censo boliviano de 2024 |

### Comunidades
El municipio de Desaguadero cuenta con las siguientes comunidades:
- Azafranal: 569 h.
- Chiviraya: 220 h.
- Kealluma: 198 h.
- San Pedro de Desaguadero: 182 h.
- Aceromarca: 14 h.
- Huaripucho: 30 h.
- Ñeke Jahuira: 27 h.
- Titijoni: 242 h.
- Vituncani: 200 h.
- Desaguadero: 2.219 h.
- Okorani: 297 h.
- Chuata: 65 h.
- Jayuma: 105 h.
- Masaya: 86 h.
- Jayuma Zapana: 67 h.
- San Juan de Huancollo: 106 h.
- Yanari: 309 h.
- Arasaya: 67 h.

## Transporte
Desaguadero se encuentra a 109 km por carretera al oeste de La Paz, la sede de gobierno de Bolivia. Desde La Paz, la carretera pavimentada Ruta 2 conduce al oeste durante trece kilómetros hasta El Alto, y desde allí la Ruta 1 recorre durante 96 kilómetros al suroeste a través de Laja, Tiahuanaco y Guaqui hasta llegar a Desaguadero.
En 1880, Desaguadero se convirtió en la primera localidad boliviana conectada con La Paz por una línea telegráfica, junto con Puerto Pérez. Desaguadero es una importante estación intermedia en el eje interoceánico entre el Pacífico y el Atlántico. Desde aquí la conexión va hasta Puerto Suárez en las tierras bajas del sureste de Bolivia, en la frontera con Brasil.
Hasta la década de 1980, los vehículos se transportaban desde el lado peruano a través del río Desaguadero hasta el lado boliviano en bote. Hoy, un puente internacional conecta la ciudad fronteriza dividida.